# Jurjew (1897)
Jurjew ros. Юрьев – statek parowy oraz okręt służący w marynarkach wojennych Imperium Rosyjskiego, Cesarstwa Niemieckiego (jako Graf Kirchbach), Republiki Estońskiej (jako Tartu), ZSRR (jako Narowa) oraz III Rzeszy (jako Heimat). Brał udział w obu wojnach światowych i wojnie estońsko-bolszewickiej, działając na wodach jeziora Pejpus. Zezłomowany po II wojnie światowej.

## Budowa i opis techniczny
Bocznokołowy parowiec został wybudowany przez stocznię Lange & Söhne w Rydze, na zamówienie Ministerstwa Transportu Publicznego Imperium Rosyjskiego. Budowę zakończono w 1897 roku.
Statek miał całkowitą długość 39,2 metra (37,9 na linii wodnej), szerokość wynosiła 5,3 metra zaś zanurzenie 1–1,2 metra. Wyporność jednostki to 145 ton.
Napęd stanowiła sprzężona maszyna parowa o dwóch cylindrach, zasilana przez jeden kocioł opalany drewnem, którego zapas wynosił 40 m³. Statek posiadał boczny napęd kołowy. Moc siłowni wynosiła 120 KM, co pozwalało na rozpędzenie jednostki do 9 węzłów. Przy maksymalnej prędkości mogła ona pokonać 280 mil morskich.
Załogę w czasie pokoju stanowiło 2 oficerów i 19 marynarzy, a w czasie wojny 3 oficerów i 25 marynarzy.

## Służba
Pod nazwą „Jurjew” (ros. „Юрьев”, od ówczesnej nazwy miasta Tartu) eksploatowany był przez Ministerstwo Transportu Publicznego na jeziorze Pejpus (Czudzkim). W sierpniu 1915 roku został zarekwirowany na rzecz Marynarki Wojennej Imperium Rosyjskiego.
Po osiągnięciu gotowości bojowej „Jurjew” został 9 września 1915 roku wcielony jako parowiec uzbrojony do Czudzkiej Flotylli Wojennej, która formalnie została utworzona 6 dni później. Cywilna załoga jednostki rozpoczęła przeszkolenie wojskowe, otrzymała również umundurowanie. Na okręcie zamontowano uzbrojenie: początkowo były to dwa karabiny maszynowe, zaś zimą dodano jeszcze działo kalibru 47 mm. W wyniku długiej bezczynności jednostki morale załogi znacznie osłabło, rozluźniła się też dyscyplina. Po rewolucji październikowej „Jurjew” został przejęty przez bolszewików (26 października 1917). Brał on udział w działaniach przeciwko „białym” na Jeziorze Czudzkim.
Niejasne są dzieje okrętu zaraz po przewrocie bolszewików, kiedy kilkakrotnie zmieniał właścicieli. Rosyjski autor S. Patianin podaje, że okręt został zdobyty przez niemieckie wojska 25 lutego 1918 podczas zimowania w Pskowie. Również według Vercamera w 1918 roku został on zdobyty przez niemieckie wojska lądowe. Został on jednostką flagową Schifffahrtsgruppe – niemieckiej flotylli na jeziorze Pejpus. Funkcjonował pod nazwą „Graf Kirchbach”, na cześć Günthera von Kirchbacha – byłego dowodzącego 8 Armią, działającą na terenach bałtyckich. W dniu podpisania rozejmu (11 listopada 1918) Niemcy przekazali okręt Estończykom, jego dowódcą był Ferdinand Wichman. W innym miejscu podaje on, że Niemcy odsprzedali jednostkę prywatnemu armatorowi.  Ehlers podaje za to, że okręt został 28 października 1917 roku zdobyty w Pskowie przez siły „białych”. Michajłow także pisze o zajęciu okrętu przez „białych”, miało to się jednak stać po 28 października 1918 roku na rzece Wielikaja. Podobnie Bierieżnoj pisze o zdobyciu okrętu na rzece Wielikaja 28 października 1918 roku, po zajęciu Pskowa przez „białych”. Niemiecki badacz Erich Gröner nie wspomina w ogóle o niemieckiej służbie tego okrętu przed 1941 rokiem.
Armia Czerwona zdobyła jednostkę 20 grudnia 1918 roku w Tartu; ze względu na zimowe warunki musiała ją jednak pozostawić w mieście w trakcie ewakuacji 14 stycznia 1919 roku.
2 marca 1919 roku jednostka została wcielona do marynarki estońskiej i Dywizjonu Kanonierek Jeziora Pejpus pod nazwą „Tartu”. Jednostka przeszła remont generalny, zamontowano też na niej nowe uzbrojenie. Według jednej wersji były to trzy działa: dwa kalibru 47 milimetrów i jedno kalibru 40 mm i dwa karabiny maszynowe; według drugiej zamontowano pojedyncze działa kalibru 57 i 47 mm, które przy kolejnej modyfikacji zastąpiono jednym działem kalibru 40 mm. Kolejny większy remont okręt przeszedł w 1931 roku.
W wyniku zajęcia Estonii przez ZSRR „Tartu” został 13 sierpnia 1940 roku przejęty przez Marynarkę Wojenną ZSRR. Wykorzystywany był jako jednostka szkolna pod estońską nazwą do 22 marca 1941 roku, kiedy to przemianowano go na „Narowa”  (ros. „Нарова”, od rzeki Narwa). Okręt został 30 czerwca 1941 roku przeklasyfikowany na kanonierkę i zaliczony do Czudzkiej Flotylli Wojennej, wraz z kilkoma innymi byłymi estońskimi jednostkami. Wtedy też dotychczasowe uzbrojenie artyleryjskie zastąpiono trzema działami kalibru 45 mm i dwoma km-ami. Według części źródeł, do połowy lipca „Narowa” otrzymała też armatę przeciwlotniczą kalibru 76 mm 34-K zdjętą z „Aurory”. W miesiąc od ataku Niemiec na ZSRR, 23 lipca 1941 roku, okręt został uszkodzony przez Luftwaffe. Z powodu uszkodzeń i niemożności ewakuacji, został następnie tego dnia zatopiony przez załogę w okolicach ujścia rzeki Omedu (według Grönera 24 lipca).
We wrześniu 1941 roku okręt został podniesiony przez Niemców i przemianowany na „Heimat” (podawana jest też forma „Heimatland”), pełniąc funkcję hulku mieszkalnego. Został zatopiony przez radzieckie lotnictwo w sierpniu 1944 roku. Według natomiast S. Patianina, zatopiony (przez załogę?) 25 sierpnia 1944 na rzece Emajõgi, a następnego dnia zniszczony przez radzieckie lotnictwo.
Jednostka została podniesiona po wojnie, jednak zezłomowano ją ze względu na stopień zniszczeń.